# Jay Thomas
Jay Thomas, született Jon Thomas Terrell (Kermit, Texas, 1948. július 12. – Santa Barbara, Kalifornia, 2017. augusztus 24.) kétszeres Primetime Emmy-díjas amerikai színész.

## Filmjei

### Mozifilmek
- C.H.U.D. (1984)
- The Gig (1985)
- Törvényszéki héják (Legal Eagles) (1986)
- Little Vegas (1990)
- Egyenes beszéd (Straight Talk) (1992)
- Csendszimfónia (Mr. Holland's Opus) (1995)
- Mosoda és félrelépés (Dirty Laundry) (1996)
- Desert's Edge (1997, rövidfilm)
- A szemünk fénye akció (A Smile Like Yours) (1997)
- Reszkessetek, pónirablók! (The Adventures of Ragtime) (1998)
- Monkey Business (1998)
- Last Chance (1999)
- Ellenség a házamban (Stranger in My House) (1999)
- A nagy hajcihő (The Big Tease) (1999)
- Two Heterosexual Men Get Ready to Go Out (2000, rövidfilm)
- Surfacing: AKA A Letter from My Father (2001)
- Szitakötő (Dragonfly) (2002)
- Télapu 2. – Veszélyben a karácsony (The Santa Clause 2) (2002)
- Why I Hate Parties (But Pretend to Love Them) (2003, rövidfilm)
- Stréber (Teacher's Pet) (2004, hang)
- Télapu 3. – A szánbitorló (The Santa Clause 3: The Escape Clause) (2006)
- The Pool Boys (2009)
- Kismamának áll a világ (Labor Pains) (2009)
- Sex Tax: Based on a True Story (2010)
- A Kiss for Jed Wood (2011)
- Talker (2011, rövidfilm)
- Snatched (2011)
- Horrorween (2011)
- Life Tracker (2013)
- Underdogs (2013)
- A Cate McCall-per (The Trials of Cate McCall) (2013)

### Tv-filmek
- Master of the Game (1984)
- The Park Is Mine (1985)
- Zuhanórepülés (Miracle Landing) (1990)
- ...Where's Rodney? (1990)
- The American Film Institute Presents: TV or Not TV? (1990)
- A Husband, a Wife and a Lover (1996)
- Kőbunkó 2. – Kő egy asszony (Encino Woman) (1996)
- Nincs kegyelem, tanár úr (Killing Mr. Griffin) (1997)
- A média áldozata (An American Daughter) (2000)
- A sportriporter (Monday Night Mayhem) (2002)
- Copshop (2004)

### Tv-sorozatok
- Szerelemhajó (The Love Boat) (1981, egy epizódban)
- Egy úr az űrből (Mork & Mindy) (1979–1981, 46 epizódban)
- Spenser: For Hire (1985, egy epizódban)
- Családi kötelékek (Family Ties) (1987, egy epizódban)
- A Year in the Life (1987, egy epizódban)
- Cheers (1987–1989, kilenc epizódban)
- Disneyland (1988, egy epizódban)
- Almost Grown (1989, egy epizódban)
- Öreglányok (The Golden Girls) (1989, egy epizódban)
- Freddy's Nightmares (1989, egy epizódban)
- Murphy Brown (1989–1998, kilenc epizódban)
- Open House (1990, két epizódban)
- Married People (1990–1991, 18 epizódban)
- Bobby's World (1992, hang, egy epizódban)
- Batman (1992, hang, egy epizódban)
- Dinka banda (Goof Troop) (1992, hang, egy epizódban)
- Love & War (1992–1995, 67 epizódban)
- Cybill (1995, egy epizódban)
- Bless This House (1995, egy epizódban)
- Duckman: Private Dick/Family Man (1996, hang, egy epizódban)
- Ink (1996–1997, három epizódban)
- Jaj, a szörnyek! (Aaahh!!! Real Monsters) (1997, hang, egy epizódban)
- Talpig pácban (Working) (1997, egy epizódban)
- The Wonderful World of Disney (1998, egy epizódban)
- The Simple Life (1998, egy epizódban)
- Herkules (Hercules) (1998–1999, 11 epizódban)
- Fantasy Island (1999, egy epizódban)
- Dead Man's Gun (1999, egy epizódban)
- Katie Joplin (1999, hét epizódban)
- Légy valódi! (Get Real) (1999, egy epizódban)
- A Thornberry család (The Wild Thornberrys) (1999, hang, egy epizódban)
- The Education of Max Bickford (2001–2002, három epizódban)
- Ed (2002, egy epizódban)
- Esküdt ellenségek: Különleges ügyosztály (Law & Order: Special Victims Unit) (2002, egy epizódban)
- Run of the House (2003, egy epizódban)
- Isteni sugallat (Joan of Arcadia) (2004, egy epizódban)
- Amerikai fater (American Dad!) (2007, 2010, hang, két epizódban)
- Jogi játszmák (Boston Legal) (2008, egy epizódban)
- Döglött akták (Cold Case) (2010, egy epizódban)
- Retired at 35 (2011, egy epizódban)
- Hung – Neki áll a zászló (Hung) (2011, egy epizódban)
- Indul a risza! (Shake It Up!) (2012, egy epizódban)
- Ray Donovan (2013–2015, négy epizódban)
- Newsreaders (2014, egy epizódban)
- NCIS: New Orleans (2015, egy epizódban)
- Dr. Csont (Bones) (2015, egy epizódban)